# Jimmy Gooch
Jimmy Gooch (11 tháng 7 năm 1921 – 2001) là một cầu thủ bóng đá người Anh thi đấu ở vị trí thủ môn.

## Sự nghiệp
Sinh ra ở West Ham, Gooch bắt đầu sự nghiệp tại Becontree. Ông gia nhập Preston North End với tư cách nghiệp dư vào tháng 3 năm 1942, thi đấu chuyên nghiệp vào tháng 5 năm đó. Ông sau đó thi đấu cho Bradford City, Watford và Bath City.